# Shane Sutton

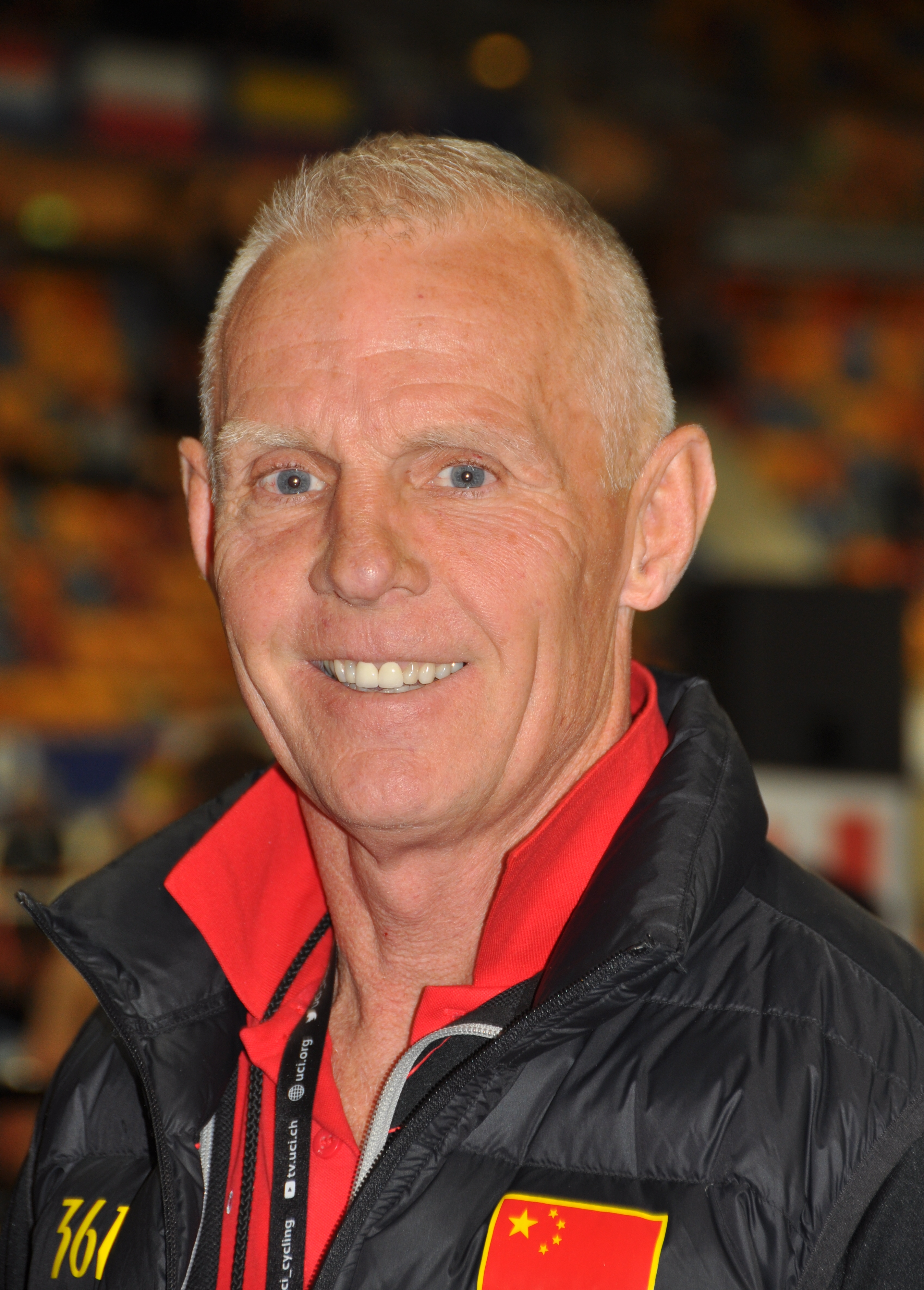
Shane Sutton (2018)

Shane Edwin Sutton (13 de junio de 1957, Nueva Gales del Sur) es un exciclista (ruta y pista) y entrenador de origen australiano, nacionalizado británico.
Fue uno de los cuatro hombres que ganaron la medalla de oro para Australia en los Juegos de la Commonwealth de 1978 en la modalidad de persecución por equipos, junto su hermano Gary Sutton. Ambos se convertirían posteriormente en entrenadores de ciclismo: Shane fue seleccionador de Gales (siendo elegido "entrenador del año" por el Consejo de Deportes de dicho país en 1998), mientras que su hermano Gary se convirtió en el entrenador jefe de ciclismo en el Instituto del Deporte del estado australiano de Nueva Gales del Sur.
Posteriormente se incorporó como entrenador jefe a la Federación Británica de Ciclismo, convirtiéndose en uno de los más estrechos colaboradores del director de rendimiento Dave Brailsford. Bajo dicha dirección el equipo británico de ciclismo en pista logró grandes éxitos en los Juegos Olímpicos de Pekín 2008, y ambos serían condecorados por la reina Isabel II.
En 2010 Brailsford creó un nuevo equipo ciclista de ruta, el Sky ProCycling de categoría UCI ProTour, que al igual que el equipo británico tenía su sede en Manchester. Tanto Sutton como otros colaboradores de Brailsford se sumaron al nuevo proyecto al tiempo que seguían ocupando sus puestos en la federación británica.

## Palmarés
1983
- Herald Sun Tour, más 4 etapas

1984
- 3.º en el Campeonato de Australia en Ruta
- 1 etapa del Herald Sun Tour

1987
- 1 etapa del Herald Sun Tour

1988
- 1 etapa del Herald Sun Tour

1989
- 1 etapa del Herald Sun Tour

1990
- Milk Race, más 1 etapa

1993
- 3.º en el Campeonato del Reino Unido en Ruta